# Сафонова, Виктория Андреевна
Викто́рия Андре́евна Сафо́нова (род. 8 мая 2003, Москва) — белорусская фигуристка, выступающая в одиночном катании. Победительница турнира серии «челленджер» Мемориал Дениса Тена 2021, бронзовый призёр турнира серии «челленджер» Finlandia Trophy 2021. Четырёхкратная чемпионка Беларуси (2019—2023). Участница Олимпийских игр (2022).

## Карьера

### В России
Виктория Сафонова родилась 8 мая 2003 года в Москве. В 2015 году одержала победу на Открытом Кубке ФФККМ в разряде Кандидатов в мастера спорта. После исполнения короткой программы Сафонова занимала третье место. Но воспользовавшись ошибками соперниц в произвольных прокатах, поднялась на первую итоговую строчку, опередив в том числе, Викторию Васильеву, Анну Щербакову и Александру Трусову.
В 2017 году получила звание Мастера спорта, после чего дебютировала на Первенстве России среди юниоров, расположившись на четырнадцатой позиции. В следующем году на Первенстве Сафонова вошла в десятку лучших юниорок страны, закончив турнир на восьмом месте. В октябре 2018 года отправилась в Минск на международный турнир Ice Star, где завоевала золото.

### В Беларуси

#### Сезон 2019—2020
Летом 2019 года, перед началом нового сезона, сменила спортивное гражданство и стала выступать за сборную Беларуси. Под флагом новой страны впервые приняла участие в состязаниях серии «Челленджер». В ноябре 2019 года в Польше Сафонова заняла седьмое место, а спустя три недели привезла серебро с турнира Золотой конёк Загреба, установив личный рекорд по сумме баллов.
На дебютном чемпионате Беларуси среди взрослых поднялась на верхнюю ступень пьедестала и была выбрана для участия в континентальном первенстве. В австрийском Граце на чемпионате Европы по результатам двух прокатов финишировала четырнадцатой. В марте 2020 года должна была выступить на первом для себя чемпионате мира, но турнир был отменён из-за пандемии коронавируса.

#### Сезон 2020—2021
В марте 2021 года фигуристка отправилась в Стокгольм для участия в чемпионате мира, но была исключена из числа участников из-за положительного теста на коронавирус.

#### Сезон 2021—2022
Осенью 2021 года Виктория Сафонова приняла участие в трёх соревнованиях, входящих в серию «Челленджер». В сентябре стала третьей на Nebelhorn Trophy, что позволило фигуристке квалифицироваться на зимние Олимпийские игры, в начале октябре показала восьмой результат на Finlandia Trophy, а через три недели выиграла турнир Мемориал Дениса Тена.
В октябре 2021 года одержала победу на турнире Ice Star в Минске.

## Программы
| Сезон     | Короткая программа                                              | Произвольная программа                                                                 |
| --------- | --------------------------------------------------------------- | -------------------------------------------------------------------------------------- |
| 2021—2022 | - «Time to Say Goodbye» Сара Брайтман, Андреа Бочелли           | - «Your Heart Is as Black as Night» Мелоди Гардо - «Power» Эллиотт Уилер, Донна Миссал |
| 2020—2021 | - «Je t’aime» Лара Фабиан                                       | - «Болеро» Морис Равель                                                                |
| 2019—2020 | - «Welcome to Burlesque» (из фильма «Бурлеск») в исполнении Шер | - «Болеро» Морис Равель                                                                |

## Спортивные достижения
(За Беларусь)
| Соревнования                       | 19/20         | 20/21         | 21/22         | 22/23         |
| Международные                      | Международные | Международные | Международные | Международные |
| ---------------------------------- | ------------- | ------------- | ------------- | ------------- |
| Зимние Олимпийские игры            |               |               | 13            |               |
| Чемпионаты Европы                  | 14            |               | 9             |               |
| Этапы Гран-при. Rostelecom Cup     |               | 8             | 7             |               |
| Челленджеры. Золотой конёк Загреба | 2             |               |               |               |
| Челленджеры. Кубок Варшавы         | 7             |               |               |               |
| Челленджеры. Мемориал Дениса Тена  |               |               | 1             |               |
| Челленджеры. Finlandia Trophy      |               |               | 8             |               |
| Челленджеры. Nebelhorn Trophy      |               |               | 3             |               |
| Tallink Hotels Cup                 | 3             |               |               |               |
| Volvo Open Cup                     | 1             |               |               |               |
| Ice Star                           |               | 1             | 1             |               |
| Национальные                       |               |               |               |               |
| Чемпионаты Беларуси                | 1             | 1             | 1             | 1             |

(За Россию)
| Соревнования                    | 17/18                       | 18/19                       |
| Международные среди юниоров     | Международные среди юниоров | Международные среди юниоров |
| ------------------------------- | --------------------------- | --------------------------- |
| Ice Star                        |                             | 1                           |
| Национальные                    |                             |                             |
| Первенство России среди юниоров | 14                          | 8                           |